# Gordon of Ghost City
Gordon of Ghost City (1933) foi um seriado estadunidense produzido pela Universal, baseado no livro Oh, Promise Me!, de Peter B. Kyne. Foi o 19º seriado da era sonora da Universal Pictures, e um remake do filme de 1932 Flaming Guns, que fora estrelado por Tom Mix e inspirado no mesmo livro. Dirigido por Ray Taylor, foi estrelado por Buck Jones e Madge Bellamy, e veiculou nos cinemas estadunidenses a partir de 14 de agosto de 1933.

## Sinopse
Buck Gordon é contratado pelo fazendeiro John Mulford para caçar um bando de ladrões de gado, cujo líder, sem que Muldorf saiba, é Rance Radigan, seu capataz.
Buck conhece Mary Gray, cujo avô, Amos, descobriu um filão de ouro debaixo de seu antigo armazém, em Ghost City, e Mary quer obtê-lo.
No entanto, um homem misterioso, Jim Carmody, tenta impedir a extração do veio. Perante dois inimigos desconhecidos, Buck conclama todos os seus recursos, inclusive do cavalo Silver, para proteger Mary.

## Elenco
- Buck Jones - Buck Gordon
- Madge Bellamy - Mary Gray
- Walter Miller - Rance Radigan
- Tom Ricketts - Amos Gray
- William Desmond - John Mulford
- Francis Ford - The Mystery Man
- Edmund Cobb - Cowhand Scotty
- Craig Reynolds[nota 1] - Henchman Ed (creditado como Hugh Enfield)
- Bud Osborne - Capanga Hank (creditado como Bud Osbourne)
- Ethan Laidlaw - Capanga Pete
- Silver - Silver
- Monte Montague ... não-creditado
- Tom Mix ... cenas de arquivo
- Bob Reeves ... Vaqueiro (não creditado)
- Tom London ... Pat Campbell (não creditado)
- Buck Connors ... Jed Wilson (não-creditado)

## Capítulos
1. A Lone Hand
2. The Stampede
3. Trapped
4. The Man of Mystery
5. Riding for Life
6. Blazing Prairies
7. Entombed in the Tunnel
8. The Thundering Herd
9. Flames of Fury
10. Swimming in the Torrent
11. A Wild Ride
12. Mystery of Ghost City

Source: